# Heelsumsche Beek
De Heelsumsche Beek (ook geschreven als Heelsumse Beek of Heelsumsebeek) is een beek die meandert door een deel van de Nederlandse provincie Gelderland. De kernen die nabij of aan de beek liggen zijn Wolfheze, Doorwerth en Heelsum.

## Loop
De beek ontspringt op de Wolfhezerheide in de buurt van de Wodanseiken. Daarna stroomt de beek samen met de Wolfhezerbeek in zuidwestelijke richting en mondt ten slotte uit in de Nederrijn. Het is de enige heidebeek in Nederland. 

## Ecologie
Vanwege de bijzondere kwaliteiten van het water van de Veluwse sprengebeken is de beek een biotoop voor niet algemene flora en fauna. Begin eenentwintigste eeuw bleken echter meerdere factoren de ecologische waarde van de beek nadelig te beïnvloeden. Zo was de stroomsnelheid te gering, hierdoor vond op sommige plaatsen een opeenhoping van slib plaats. De toegang voor vanaf de Rijn migrerende vis functioneerde niet door de aanwezigheid van een te robuuste betonnen vistrap. De beek voldeed ook niet aan de Europese Kaderrichtlijn Water en ook de door de provincie Gelderland aan de beek gestelde ecologische norm voor water werd niet bereikt.
Om met name de ecologische kwaliteit aan de monding van de beek te verbeteren werd in opdracht van waterschap Vallei en Veluwe en Rijkswaterstaat in 2015 in natuurgebied Jufferswaard een nieuwe beekloop van duizend meter lang aangelegd. Deze nieuwe beekloop werd aangesloten op een oude monding van de Renkumse beek in de Nederrijn. Er kwamen paai- en opgroeiplaatsen voor stromingminnende vissoorten. De vistrap werd vervangen door een zogenoemde De Wit vispassage.

## Fauna en flora
De beek is aantrekkelijk voor onder meer elrits, bermpje, beekdonderpad, kleine modderkruiper, de alpenwatersalamander en de kamsalamander. De beek nabij de monding is geschikt als opgroeiplek voor winde en rivierprik.
In het verleden zijn de bijzondere plantensoorten groot bronkruid en klimopwaterranonkel aangetroffen.